# Melissa Vargas
Melissa Teresa Vargas Abreu (Cienfuegos, 16 ottobre 1999) è una pallavolista cubana naturalizzata turca, opposto del Fenerbahçe.

## Carriera

### Club
La carriera di Melissa Vargas inizia nei tornei amatoriali cubani, con la formazione del Cienfuegos, la sua provincia natale. 
Nella stagione 2015-16 riceve il permesso per firmare il primo contratto professionistico della sua carriera col Prostějov, nella Extraliga ceca, con cui vince la Coppa della Repubblica Ceca e lo scudetto: nel corso dell'annata è vittima di un infortunio alla spalla, che la costringe a un intervento chirurgico e un lungo periodo lontano dai campi, dando vita un caso diplomatico con la federazione cubana, che si conclude nel gennaio 2018 con una sospensione di quattro anni dai tornei cubani e dalla nazionale; dopo la squalifica firma un contratto pluriennale col Volero Zurigo, senza mai scendere in campo nella Lega Nazionale A svizzera.
Nella stagione 2018-19 si accasa al Fenerbahçe, nella Sultanlar Ligi turca, dove gioca per un triennio, venendo premiata come miglior opposto nell'annata 2020-21. Nel campionato 2021-22 si trasferisce nella Chinese Volleyball Super League, dove difende i colori del Tianjin aggiudicandosi il titolo nazionale; nel gennaio 2022, al termine del campionato cinese, fa ritorno al club di Istanbul per la seconda parte della Sultanlar Ligi 2021-22. Nel campionato seguente è nuovamente di scena al Tianjin, col quale vince ancora lo scudetto, tornando quindi al Fenerbahçe nel gennaio 2023, per disputare la seconda parte dell'annata, al termine della quale conquista un altro scudetto e viene premiata come MVP e miglior opposto.
È ancora in Cina anche nella stagione 2023-24, sempre con la formazione di Tientsin, vincendo il terzo scudetto consecutivo prima di tornare a indossare la casacca del solito Fenerbahçe per il finale dell'annata, vincendo una Coppa di Turchia, uno scudetto e una Supercoppa turca, venendo premiata come miglior giocatrice in tutti e tre i tornei.

### Nazionale
Fa parte delle selezioni giovanili cubane, conquistando con l'under 20 la medaglia d'argento al campionato nordamericano 2014, dove viene premiata come miglior realizzatrice e miglior servizio, dopo essere stata precedentemente insignita del premio come miglior attaccante alla Coppa panamericana 2013; con l'under 23 si aggiudica invece la medaglia di bronzo alla Coppa panamericana 2014, venendo premiata come miglior opposto. 
Nel 2013, all'età di tredici anni, fa il suo debutto nella nazionale cubana: nel 2014 è la miglior realizzatrice sia alla Coppa panamericana che ai XXII Giochi centramericani e caraibici, dove vince la medaglia di bronzo; un anno dopo vince la medaglia d'argento alla NORCECA Champions Cup, venendo premiata come miglior realizzatrice e miglior schiacciatrice, mentre alla Coppa panamericana viene premiata come miglior realizzatrice, servizio e schiacciatrice del torneo, per poi riceve un altro premio di miglior schiacciatrice ai XVII Giochi panamericani.
Nel 2019 dà il via all'iter per ottenere la nazionalità turca ottenendo il passaporto due anni più tardi direttamente dalle mani del presidente turco Recep Tayyip Erdoğan. Nel 2023 conquista la medaglia d'oro alla Volleyball Nations League, vincendo i premi individuali di miglior opposto e miglior giocatrice, al campionato europeo, dove si ripete come miglior opposto e MVP del torneo, e alla Coppa del Mondo.

## Palmarès

### Club
- Campionato ceco: 1

2015-16
- Campionato cinese: 3

2021-22, 2022-23, 2023-24
- Campionato turco: 2

2022-23, 2023-24
- Coppa della Repubblica Ceca: 1

2015-16
- Coppa di Turchia: 1

2023-24
- Supercoppa turca: 1

2024

### Nazionale (competizioni minori)
- Giochi centramericani e caraibici 2014
- NORCECA Champions Cup 2015

### Premi individuali
- 2014 - Coppa panamericana: Miglior realizzatrice
- 2014 - Campionato nordamericano under 20: Miglior realizzatrice
- 2014 - Campionato nordamericano under 20: Miglior servizio
- 2014 - Coppa panamericana under 23: Miglior opposto
- 2014 - XXII Giochi centramericani e caraibici: Miglior realizzatrice
- 2015 - Coppa panamericana under 20 2013: Miglior attaccante
- 2015 - NORCECA Champions Cup: Miglior realizzatrice
- 2015 - NORCECA Champions Cup: Miglior schiacciatrice
- 2015 - Coppa panamericana: Miglior realizzatrice
- 2015 - Coppa panamericana: Miglior servizio
- 2015 - Coppa panamericana: Miglior schiacciatrice
- 2015 - XVII Giochi panamericani: Miglior schiacciatrice
- 2021 - Sultanlar Ligi: Miglior opposto
- 2022 - Sultanlar Ligi: Premio speciale Misli.com
- 2023 - Chinese Volleyball Super League: Miglior giocatrice straniera
- 2023 - Sultanlar Ligi: MVP
- 2023 - Sultanlar Ligi: Miglior opposto
- 2023 - Volleyball Nations League: MVP
- 2023 - Volleyball Nations League: Miglior opposto
- 2023 - Campionato europeo: MVP
- 2023 - Campionato europeo: Miglior opposto
- 2024 - Coppa di Turchia: MVP
- 2024 - Sultanlar Ligi: MVP
- 2024 - Sultanlar Ligi: Premio speciale[31]
- 2024 - Supercoppa turca: MVP